# Shiso Kanaguri

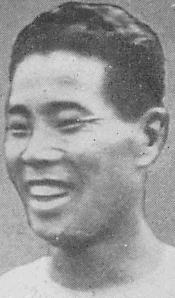
Shiso Kanaguri

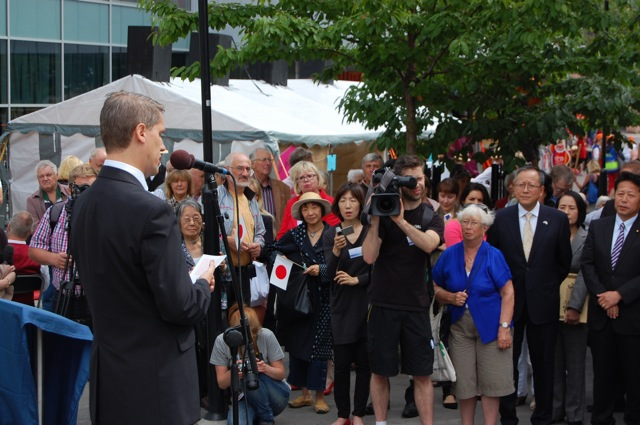
Avtäckningen av en minnesplakett i Sollentuna på 100-årsdagen av Stockholmsolympiadens maratonlopp

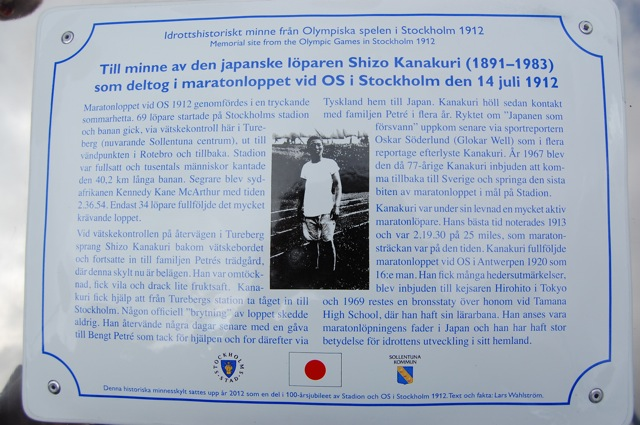
Minnesplaketten för Shiso Kanaguri i Sollentuna

Shiso Kanaguri (金栗 四三, Kanaguri Shisō eller Kanakuri Shizō; även känd som Siso Kanakuri), född 20 augusti 1891, död 13 november 1983, "japanen som försvann", var en japansk geografilärare och löpare och är känd som den japanska maratonlöpningens fader. Han deltog i de olympiska sommarspelen 1912 i Stockholm och blev känd för att ha försvunnit under maratonloppet – och för att ha fullbordat det (utom tävlan) 55 år senare.
Japan deltog i sommar-OS med en mycket liten trupp, endast två löpare reste till Stockholm. Kanaguris resa till spelen per ångbåt och den transsibiriska järnvägen tog nära tre veckor. Väl framme i Stockholm led han av sömnproblem på grund av de bullriga spårvagnarna utanför hans hotell och han hade också svårt att ställa om till den risfria svenska kosten. Trots allt kom han igång bra med träningen och var i god form den 14 juli, dagen för maratonloppet. 
Tävlingsdagen började illa - den utlovade bilen som skulle ta Kanaguri till Stadion uteblev, och han var i stället tvungen att springa till starten. Då startskottet gick satte hela fältet av i hög fart, utom Kanaguri som var van vid att inleda lugnare. Dagen var mycket varm och hälften av de 68 löparna tvingades bryta. En av löparna, portugisen Francisco Lázaro, kollapsade av vätskebrist och avled följande dag.
Kanaguri passerade loppets vändpunkt, kyrkbacken i Sollentuna, och kom efter cirka tre mil förbi en trädgård i Tureberg, där den vänliga familjen Petré bjöd honom att slå sig ner vid deras kaffebord och ta för sig av hallonsaft och bullar. Här tillbringade Kanaguri resten av eftermiddagen innan han framåt kvällen tog tåget tillbaka in till hotellet i Stockholm. Han skämdes nu för att han brutit och reste tillbaka till Japan utan att lämna något besked till arrangörerna.
Kanaguri blev i Sverige med tiden känd som ”Japanen som försvann” men den historien blev inte till förrän långt efter Stockholms-OS. Dagen efter loppet rapporterade Dagens nyheter att Kanaguri brutit i höjd med Tureberg, så Kanaguris öde var inget mysterium när det begav sig 
Kanaguri ställde upp i ytterligare två OS-maraton och sprang in på 16:e plats i Antwerpen 1920.
1953 skrev författaren Bo Grandien novellsamlingen ”Japanen som försvann” och Kanaguris namn började under 50-talet dyka upp i skämtsamma sammanhang och fantasifulla teorier om hans öde cirkulerade. 
Rapporteringen kulminerade i samband med olympiadens femtioårsjubileum 1962, då den kände sportjournalisten Oscar Söderlund (signaturen Glokar Well) vid Stockholms-Tidningen efter "energiskt detektivarbete" lokaliserade Kanaguri i dennes hem i Kumamoto. Några år senare bjöds han till Sverige där han vid 76 års ålder fick möjlighet att avsluta loppet, och till sist gick i mål efter 54 år, åtta månader, sex dagar, åtta timmar, 32 minuter och 20,3 sekunder.
Den 14 juli 2012 anordnades ett jubileumsmaraton i Stockholm och en minnesplakett avtäcktes vid en ceremoni i Sollentuna. Ättlingar till familjen Petré som förbarmat sig över Kanaguri deltog liksom Japans ambassadör. Plaketten sitter där familjen Petrés hus låg 1912. Huset är rivet och där ligger nu idrottshallen Satelliten.
Shizo Kanaguri gjorde stora insatser för att göra långdistanslöpning populär i sin hemland och kämpade för kvinnors rätt att idrotta. I Kanaguris hemstad Kumamoto arrangeras varje år en arenatävling som bär hans namn och i maratonloppet i Fukuoka får vinnaren ”Kanaguri-trofén”.
2018 spelade japansk TV in en historisk dramaserie om de olympiska spelen i vilken Kanaguri är en av huvudpersonerna.